# Seven Days in Utopia

Seven Days in Utopia est un film américain dramatique sportif et religieux réalisé par Matt Russell, sorti en 2011 avec Robert Duvall, Lucas Black et Melissa Leo dans les rôles principaux.

## Fiche technique

### Lieux de tournage
Le film a été tourné au Texas, dans les villes d'Utopia et Fredericksburg.

## Distribution
- Robert Duvall : Johnny Crawford
- Lucas Black : Luke Chisholm
- Melissa Leo : Lily
- Deborah Ann Woll : Sarah
- Brian Geraghty : Jake
- Kathy Baker : Mabel
- Joseph Lyle Taylor : Martin Chislom
- Jerry Ferrara : Joe Buckner
- K.J. Choi : Tae Kwon Oh
- Robert Bear : Chuck
- Josh Painting : Duane
- Brandel Chamblee : lui-même
- Kelly Tilghman : elle-même (comme Kelly Ann Tilghman)
- Ezra Proch : Young Luke
- Dora Madison Burge : Luke's Sister (comme Madison Burge)
- Sally Vahle : la mère de Luke
- Frank Nobilo : lui-même
- Todd Lewis : lui-même
- Ken Pendray : Rodeo Announcer
- Wayne Tacker : Rodeo Announcer
- Joe Reinagel : Reporter
- Jerry Foltz : lui-même
- Toby Metcalf : Café Chef
- Lexie Marie Freeman Cook :
- Hannah Grace Freeman Cook :
- Wally Welch :
- Sarah Jayne Jensen : Maggie Swanson
- Richard Dillard : Golfer #1
- Brady Coleman : Patron
- Billy Germer :
- Kirk Freeman :
- Ray Rodgers :
- Tom Proach :
- Blair Myers :
- David Berman :
- Jong Yoon :